# Jade North
Jade Bronson North (Taree, 7 gennaio 1982) è un ex calciatore australiano, di ruolo difensore.

## Palmares

### Competizioni nazionali
- Campionato australiano: 1

Brisbane roar: 2013-2014